# Тарасо-Григорьевка
Тарасо-Григорьевка (укр. Тарасо-Григорівка) — село в Каменском сельском совете Апостоловского района Днепропетровской области Украины.
Код КОАТУУ — 1220383305. Население по переписи 2001 года составляло 95 человек.

## Географическое положение
Село находится в 2-х км от правого берега реки Базавлучок, на противоположном берегу — село Новоивановка. Рядом проходит железная дорога, в 2-х км расположен остановочный пункт 336 км.

## История
Село основано в 1920-х годах.